# Nava (Asturias)
Nava es un concejo de la comunidad autónoma del Principado de Asturias, así como una parroquia del concejo, y una villa de dicha parroquia. La villa de Nava es la capital del concejo. Sus principales núcleos son, por número de habitantes: Nava, su capital, Llames, Ceceda, El Remedio, Piloñeta, Quintana, Pruneda y Castañera. 
El concejo contaba en 2020 con una población de 5276. mientras que a finales del año 2000 contaba con 5656 habitantes.
En su capital se encuentra el Museo de la Sidra. Desde 1969 se celebra allí el anual Festival de la Sidra de Nava que ha dado mucha popularidad al concejo.

## Geografía
Integrado en la comarca de Oviedo, se sitúa a 32 kilómetros de la capital asturiana. El término municipal está atravesado por la carretera nacional N-634, entre los kilómetros 369 y 381, que atraviesa el concejo de oeste a este y que permite la conexión con Oviedo y Santander, por la carretera comarcal AS-251, que se dirige hacia Bimenes, y por numerosas carreteras locales que permiten la comunicación entre las pedanías y con los municipios vecinos de Sariego y Cabranes.
Es un concejo de suave relieve que se encuentra entre montañas, siendo sus principales alturas el Peñamayor (1150 metros) o La Triguera (1293 metros). Las cadenas montañosas más importantes son la sierra de Ques al este, haciendo de límite con Piloña, y la sierra de Peñamayor al oeste, haciendo de límite con Bimenes y Laviana. Sus principales ríos son el Pra y el Viao, que dan origen al río Piloña, y el Punegru, afluente del anterior. La altitud oscila entre los 1293 metros al sur (La Triguera) y los 180 metros a orillas del río Piloña. La capital del concejo se alza a 245 metros sobre el nivel del mar. 
| Noroeste: Sariego      | Norte: Sariego, Villaviciosa y Cabranes | Noreste: Cabranes |
| Oeste: Siero y Bimenes |                                         | Este: Piloña      |
| Suroeste: Laviana      | Sur: Laviana                            | Sureste: Piloña   |

Nava es un concejo en el que predomina los prados ya que ocupan más de la mitad de su territorio estando vinculados a la cría del ganado. Una tercera parte de su superficie está ocupado por grandes masas forestales, sus principales especies son: el pino, el eucalipto, el fresno, el tejo y el roble.

## Historia

### Prehistoria y Edad Antigua
Sus primeros hallazgos son del Paleolítico con restos de materiales líticos encontrados al aire libre. Se ha encontrado también un túmulo aislado en esta zona concretamente en Paraes, siendo este el único catalogado, aunque han aparecido más pero están sin datar. También han aparecido hachas de bronce en Pruneda, dos de doble anillo, una con una sola asa y otra con talón pero sin anillos. Su cultura castreña está bien representada por tres castros: La Cogolla en Cesa, El Castiello de Salas en Polanava y la Forca en Viobes; han aparecido otros restos que no han sido ni excavados. Sus restos romanos, numismáticos y de cerámica, no son de gran abundancia.

### Edades Media y Edad Moderna
De su época medieval y en sus primeras fechas, sabemos que había unas tierras denominadas Nava. Será alrededor del siglo XII, cuando empezamos a encontrar documentación sobre unas donaciones que incluían un lugar llamado Salas de Nauna. También encontramos noticias sobre un monasterio de San Bartolomé. Durante el siglo XIII ya aparecen señoríos laicos con influencia en esta zona, como la Casa de Noreña y también influencia religiosa como la iglesia de Oviedo, el monasterio de San Vicente y San Bartolomé de Nava que extenderán sus influencias no solo por este concejo, sino por los vecinos, este monasterio fue muy favorecido por la casa de Noreña. Fue Alfonso X el que funda la puebla de Nava a la que dota con el fuero de Benavente con los privilegios de un mercado semanal y otros beneficios convirtiéndose en el principal vértice económico y administrativo. Esta puebla de Nava no consiguió su objetivo, en parte debido a la influencia monástica de San Bartolomé. Este concejo pasa por diferentes manos, la casa de Noreña, al conde de Trastamara futuro Enrique II, que se la cederá a su hijo bastardo el conde don Alfonso que tuvo continuas rebeldías contra la corona, hasta su derrota que significó el regreso de estas tierras a la corona.
En el siglo XV hay una familia que empieza a destacar, la Casa de Nava que tendrá continuos enfrentamientos con otras Casas para obtener su hegemonía sobre estas tierras. Los monasterios de San Bartolomé de Nava y Santa María de Villamayor son anexionados por el monasterio de San Pelayo de Oviedo. Hubo diferentes focos de lucha entre el coto eclesiástico y la Casa de Nava, siendo el propio corregidor el que pusiera freno a estos enfrentamientos, aunque los problemas continuaron durante los siguientes siglos.
En el siglo XVIII, había sólo dos cotos, el de San Bartolomé y el coto de Nava. Hay que destacar las duras condiciones de vida en esta época, reflejados en los episodios epidémicos que asolaron el concejo.

### Edad Contemporánea
En el siglo XIX, la guerra de la Independencia española tuvo una incidencia local. En las guerras carlistas destaca el ataque a Nava, obra de la partida tradicionalista de Faes. Lo más reseñable fue la abolición de los cotos y su incorporación a la legislación ordinaria. En este concejo el desarrollo minero tuvo un carácter marginal. Se inaugura el tramo de ferrocarril Oviedo-Infiesto que pasa por Nava. En esta época es un concejo con una gran expansión ganadera.
En el siglo XX, este concejo es de tendencia conservadora, en parte debido a su ambiente rural. Esto se vio roto por la revolución de octubre de 34, del que hay que destacar el levantamiento de gentes del campo y de las fábricas atacan el cuartel de la Guardia Civil e incendian la casa rectoral y la de un terrateniente. Tras la derrota algunas partidas siguieron hostigando al régimen franquista por una década. El resto del siglo Nava tiene un carácter marginal en lo referente a la industrialización, especializándose en el sector lácteo. Se la considera una de las capitales asturianas de la sidra junto a Villaviciosa.

## Demografía
Nava cuenta con una población de 5203 habitantes (INE 2024).
| Gráfica de evolución demográfica de Nava entre 1842 y 2021                                                          |
| |
| Población de derecho según los censos de población del INE Población de hecho según los censos de población del INE |

En el padrón municipal de habitantes de 2017 tenía una población de 5333 habitantes. Esta población ha sufrido diversas altibajos durante todo el siglo XX, así durante los tres primeros decenios su población aumentó no por su evolución económica, sino por crecimiento vegetativo que compensa las pérdidas producidas por su emigración, situándolo en el año 1900 con una población de 5.857 habitantes, llegando en 1930 a 6.437, pero entre 1930 y 1950 la emigración aumenta y su crecimiento vegetativo no es suficiente para conseguir el crecimiento demográfico, entrando este concejo en una fase de despoblamiento. Este se verá parado entre 1950 y 1960 debido al auge económico de los vecinos concejos mineros. Acabada esta época el concejo se hunde en una dinámica de represión que se verá acentuada por un descenso de la tasa de natalidad.
Esto ha traído una estructura demográfica envejecida imposible de asegurarse su propia supervivencia ya que el 27,5% lo ocupan las personas mayores de 60 años y el 23,5% son jóvenes. Su emigración tuvo importancia a finales del XIX y principios del XX, su destino preferido fue Argentina. En la segunda mitad del siglo XX hubo una nueva corriente de emigración pero no tan fuerte como la anterior y esta vez dirigida hacia el centro de Europa.

## Economía
La mayoría de su población vive de la actividad agropecuaria y en su agricultura predominan los cultivos de forrajes y maíz. Su sector industrial tiene una acreditada fama sobre todo por la elaboración de sidra. Hay que destacar el sector servicios, que se concentra en el comercio y la hostelería que ha crecido en los últimos años.

## Administración y política

### Gobierno municipal

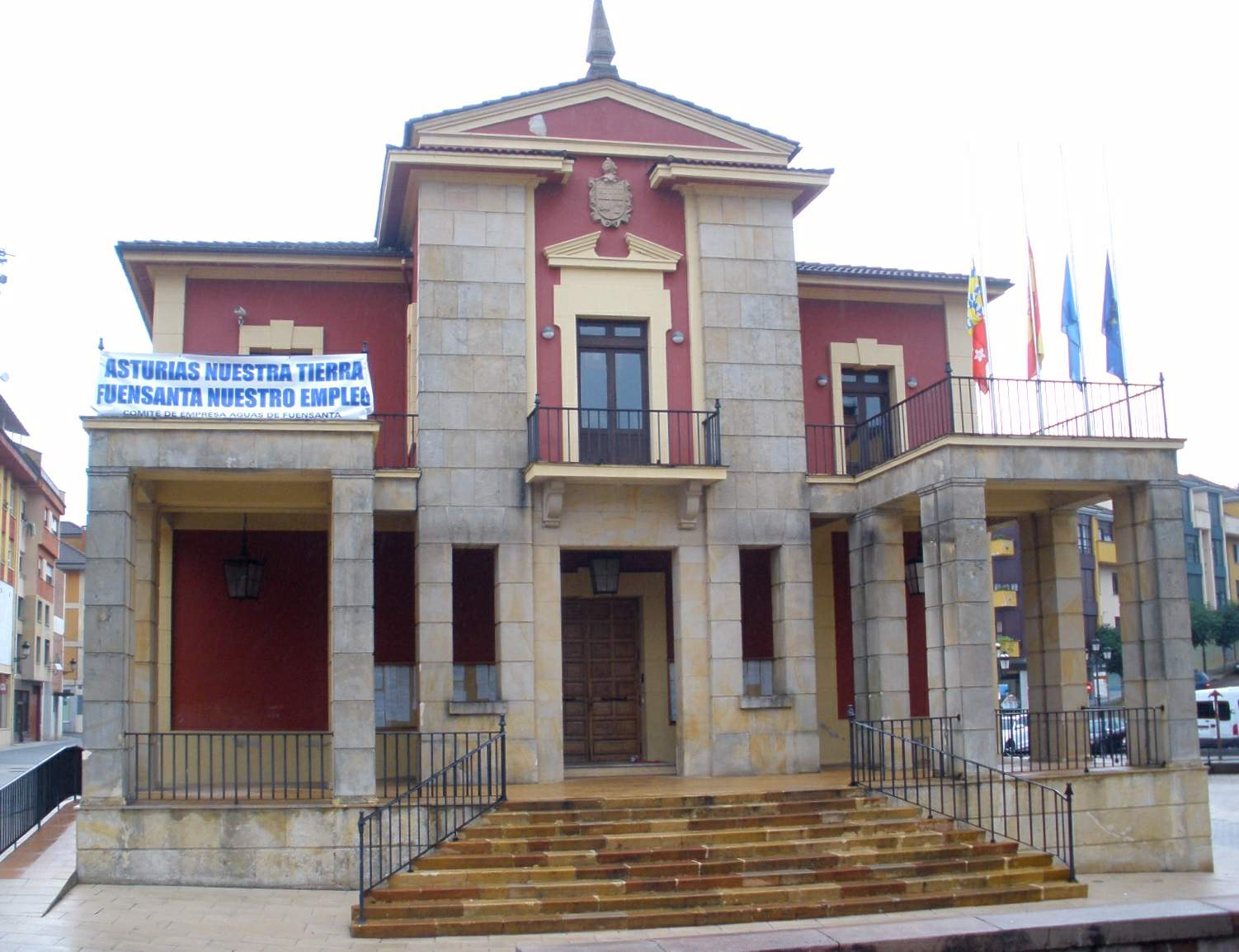
Casa consistorial

En el concejo de Nava el partido que más tiempo ha gobernado ha sido el PSOE, y junto con el PAS, son los únicos partidos que han gobernado el concejo. El actual Alcalde es Juan Cañal Canteli PSOE quien obtuvo mayoría absoluta con 7 escaños de los 13 que forman la corporación naveta.
| Periodo   | Nombre                     | Partido | Partido                                    |
| --------- | -------------------------- | ------- | ------------------------------------------ |
| 1979-1987 | Emilio Ballesteros Castro  |         | Federación Socialista Asturiana (FSA-PSOE) |
| 1987-1991 | Francisco Fernández Arenas |         | Federación Socialista Asturiana (FSA-PSOE) |
| 1991-1995 | Emilio Ballesteros Castro  |         | Federación Socialista Asturiana (FSA-PSOE) |
| 1995-2003 | Julián Fernández Montes    |         | Partíu Asturianista (PAS)                  |
| 2003-2011 | Claudio Escobio Valvidares |         | Federación Socialista Asturiana (FSA-PSOE) |
| 2011-2015 | Emilio Ballesteros Baños   |         | Asturianistes por Nava (APN)               |
| 2015-act. | Juan Cañal Canteli         |         | Federación Socialista Asturiana (FSA-PSOE) |

| Partido político    | Partido político                                                                                | 1979   | 1983   | 1987   | 1991   | 1995   | 1999   | 2003   | 2007   | 2011   | 2015   | 2019   | 2023   |
| Partido político    | Partido político                                                                                | Ediles | Ediles | Ediles | Ediles | Ediles | Ediles | Ediles | Ediles | Ediles | Ediles | Ediles | Ediles |
|                     | Federación Socialista Asturiana (FSA-PSOE)                                                      | 9      | 8      | 8      | 6      | 6      | 5      | 6      | 7      | 5      | 7      | 10     | 7      |
|                     | Alianza Popular (AP)-Partido Popular (PP)                                                       | —      | 5      | 3      | 6      | 6      | 4      | 5      | 4      | 2      | 1      | 2      | 3      |
|                     | Foro Asturias (FAC)                                                                             | —      | —      | —      | —      | —      | —      | —      | —      | 3      | 1      | 1      | 2      |
|                     | Asturianistes por Nava (APN)                                                                    | —      | —      | —      | —      | —      | —      | 2      | 2      | 3      | 3      | —      | FAC    |
|                     | Partido Comunista de España (PCE)-Izquierda Unida (IU)-Bloque por Asturies (BA)-Los Verdes (LV) | 0      | 0      | 0      | 0      | 0      | 0      | 0      | 0      | 0      | 0      | 0      | 1      |
|                     | Unión de Centro Democrático (UCD)-Centro Democrático y Social (CDS)                             | —      | —      | 2      | 0      | —      | —      | —      | —      | —      | —      | —      | —      |
|                     | Partíu Asturianista (PAS)-Unidá Nacionalista Asturiana (UNA)                                    | —      | —      | —      | 1      | 1      | 4      | —      | —      | —      | —      | —      | —      |
|                     | Independientes                                                                                  | 4      | —      | —      | —      | —      | —      | —      | —      | —      | —      | —      | —      |
|                     | Agora Nava                                                                                      | —      | —      | —      | —      | —      | —      | —      | —      | —      | 1      | —      | —      |
| Total de concejales | Total de concejales                                                                             | 13     | 13     | 13     | 13     | 13     | 13     | 13     | 13     | 13     | 13     | 13     | 13     |

### Organización territorial
El concejo de Nava comprende en 6 parroquias, según el nomenclátor de 2009:
- Ceceda
- Cuenya
- El Remedio
- Nava
- Priandi
- Tresali

## Cultura

### Arte
Este concejo tiene gran cantidad de monumentos entre sus palacios, casonas, o iglesias, entre los que destacaremos:
- El monasterio de San Bartolomé de Nava del que no quedan restos arquitectónicos. Hay restos de su iglesia que forma parte de la capilla del cementerio, destacando sus entrelazados de influencia nórdica en la línea de impostas de la fachada de la capilla y dos efigies sobre la puerta de hierro que de acceso al recinto.

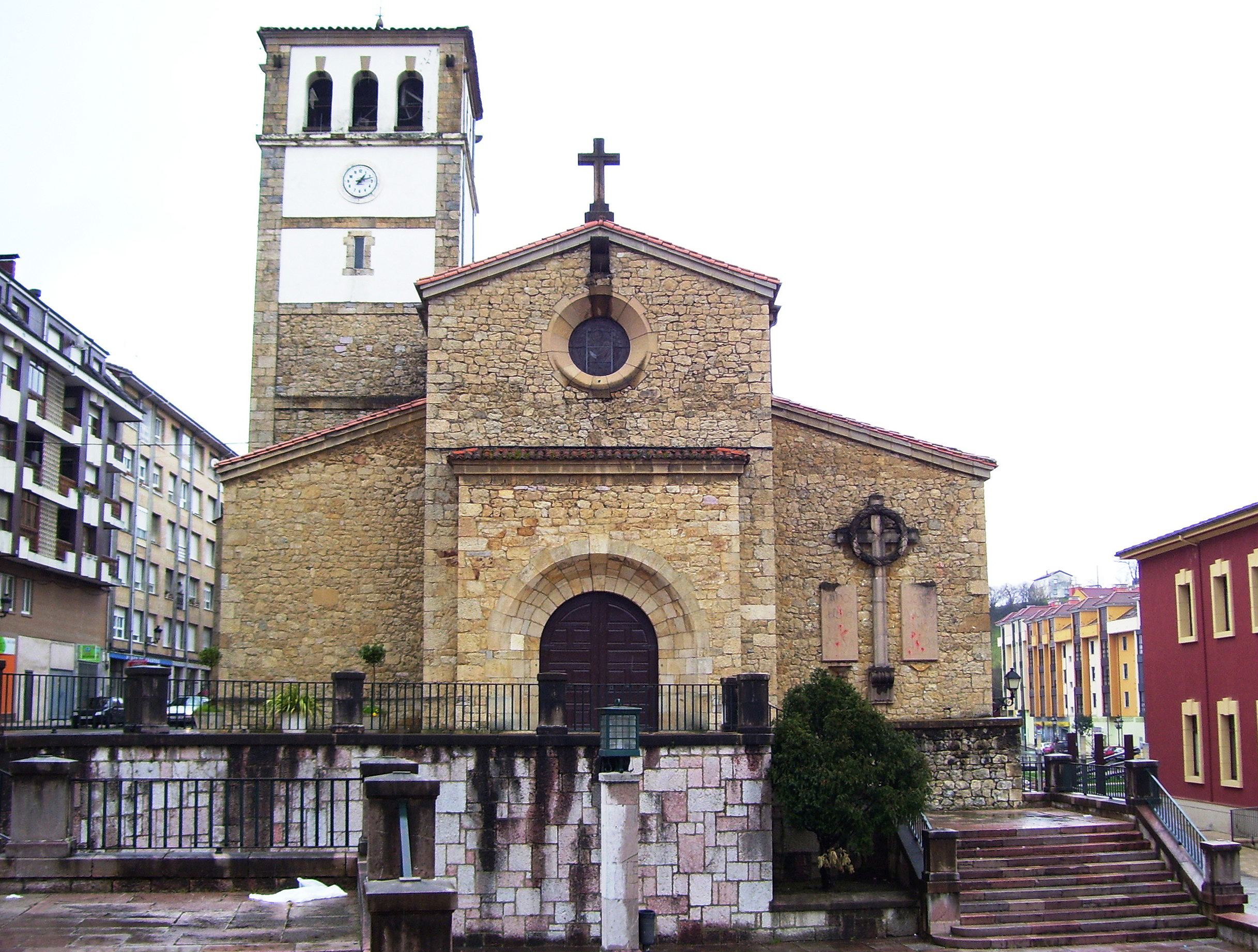
Iglesia de San Bartolomé

- La iglesia parroquial de San Andrés, es de 1896. El templo es de planta alargada y una sola nave, con cabecera poligonal, cubriéndose por cuatro bóvedas de estrellas apoyadas sobre pilastras nervadas. Su exterior está rodeado de añadidos como el pórtico de tejas, la sacristía u otras dependencias auxiliares. Su fachada principal es de arco apuntado con finas columnillas adosadas a cada lado y dos ventanas apuntadas. La iglesia está realizada en ladrillo, los encuadres de los vanos están hechos en arenisca y ricamente tallados. El interior está restaurado tras el incendio que sufrió durante la Guerra Civil, conservando de su origen sólo la imagen titular de San Andrés Apóstol.

- La iglesia parroquial de San Bartolomé en Nava, está en el centro de la villa junto al ayuntamiento y la casa rectoral. Se levanta en sustitución de la anterior parroquia que fue templo románico de San Bartolomé, obra del arquitecto Luis Menéndez Pidal. Es una iglesia de tres naves y crucero ligeramente sobresaliente que cubre la nave central de mayor altura con bóveda de cañón y los laterales con bóveda de arista. Está construida en sillarejo para los muros y sillar para la portada de medio punto.

- La capilla de los Santos Mártires en Llames Bajo. Es de estructura sencilla y de pequeña dimensión. Su estructura es de cabecera cuadrada y pórtico precediendo la portada.

- El palacio de la Ferrería, en Fuentesanta, es Monumento Histórico Artístico. La torre data del siglo XIV, es de cuatro pisos y forma rectangular, el grosor del muro es de metro y medio con pocos vanos, algunas saeteras y troneras, la entrada de la torre y las ventanas del último piso son alteraciones posteriores. A esta torre se le fueron haciendo añadidos, haciendo una composición desordenada en dos pisos con vanos de diferentes tamaños. Su portada principal está a un lado, es de arco de medio punto con grandes dovelas en sillar. El piso superior tiene cuatro ventanas con molduras de orejas y balcón con voladizo y balaustrada de hierro, sobre el balcón podemos divisar el escudo. Del siglo XVIII es el añadido de la capilla. Su estructura es de planta rectangular formada por nave y cabecera cuadrada, la nave está cubierta por bóveda vaída. La puerta es de arco de medio punto con molduras y rodeada por un entablamento sencillo y rematado por un pináculo herreriano. Hay que destacar la fachada sur abierta a los jardines por tres arcos de medio punto, sobre la que hay una solana de madera.

- El Portalón debe su nombre a la portada de la fachada principal, que es un gran arco de medio punto moldurado. Al lado de la puerta hay una inscripción en la piedra con el símbolo de la cruz de Calatrava. Su piso superior es de época diferente con un balcón y dos ventanas que se cubren con una solana de madera. El resto de la vivienda tiene diferentes añadidos con ladrillo moderno.

- La casa de la capilla, denominada así porque está delante de la capilla de Santa Lucía, construcción del siglo XVIII, tiene forma de “L” siendo la zona corta la más antigua de la vivienda, donde sólo hay vanos en el piso superior. Su piso inferior está destinado a fines agrarios, los pisos superiores tienen corredores con finas tallas de madera.

- La Fundación Roel, debida al ilustre médico don Faustino García Roel. Este edificio debía desempeñar las funciones de escuela y dispensario médico. El edificio es sencillo con frontis en la fachada principal, realizado en ladrillo y piedra artificial. En 1993 el pueblo le dedicó un busto situado en la plaza que lleva su nombre.

- El cementerio de Ceceda, es un ejemplo de cementerio financiado por capital indiano. Es un recinto cuadrado con altos muros, su portada está hecha de cantera en jambas, arco y pilastras que sostiene un frontis triangular rematado en cruces.

- El ayuntamiento de Nava del siglo XX, de tipo clásico. Es de planta rectangular con cuerpo central con un frontis clasicista y un balcón volado en el primer piso. Su acceso es un pórtico en forma de “U”, los balcones son adintelados y sobre el balcón principal está el escudo de Nava.

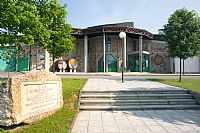
Museo de la sidra

- Villa Maximina en Nava, realizada en 1925 de estilo montañés y elementos eclécticos. Su estructura es de volumen cuadrado, con cuerpo torreado en una esquina y una terraza en una de las fachadas. Destaca su decoración con cerámica en las líneas de impostas que separan los pisos. Hay que destacar la importancia de la verja que es de fundición sujetada por pilares de mampostería, coronadas por jarrones de flores realizados en piedra.

- El Museo de la Sidra, del arquitecto Juan Ramón Fernández Tresguerras, situado en la plaza de la villa de Nava, en él se pueden ver la elaboración de la sidra y actividades del folclore asturiano. El edificio es de formas semicircular como un anfiteatro griego. La entrada es un pórtico con pilastras de hormigón construido en hierro, piedra, hormigón y madera. Destaca en el edificio un cuerpo saliente semicircular que corona el edificio y simula la sección de un tonel de sidra.

- El palacio de la Cogolla este palacio data del siglo XVI y fue perteneciente a los Álvarez de Asturias. La fachada principal es del siglo XVII y posee un balcón en el que destacan los arcos de medio punto. El edificio es de planta rectangular y consta de dos pisos.También destaca la torre de tres plantas.[6]

### Fiestas
Sus principales fiestas son:
- De carácter gastronómico se celebran en mayo las Jornadas Gastronómicas de Platos de Sidra, en julio el Festival de la Sidra declarado de Fiesta de Interés Turístico Nacional.

- Las fiestas religiosas en Nava son estas: en junio las fiestas de San Juan, en agosto a últimos San Bartolomé patrono de la localidad, en mayo los días 16, 17 y 18 son las fiestas de Nuestra Señora de Fátima.

- Sus ferias más importantes son en la capital, teniendo todas las semanas un mercado y a finales de octubre una feria de ganado. En mayo el primer fin de semana se celebra Merca Astur dedicado a productos artesanos.